# Лазе (Ново Место)
Лазе (словен. Laze) — поселення в общині Ново Место, регіон Південно-Східна Словенія, Словенія.